# 徐揖
徐揖（2世紀—209年），東漢末年酒泉太守，在《三國志·龐淯傳》有事蹟。
曾邀請義士龐淯為主薄，建安十四年（209年），徐揖捕殺酒泉黃家豪強時，致使成員黃昂和黃華叛亂，圍困酒泉郡治福禄县城池。主薄龐淯見狀向張掖太守和敦煌太守马艾求救。兩太守舉兵救酒泉時，救兵未到酒泉，酒泉就被叛軍攻陷，徐揖被殺，不久豪强和鸾杀太守造反占据张掖，龐淯於是為徐揖作後事，送回故鄉，為他守喪三年。